# (4096) Kushiro
(4096) Kushiro ist ein Hauptgürtelasteroid, der am 15. November 1987 von Seiji Ueda und Hiroshi Kaneda vom Observatorium in Kushiro-shi aus entdeckt wurde.
Der Asteroid wurde nach der japanischen Stadt Kushiro-shi benannt.